# Parastasia rufolimbata
Parastasia rufolimbata är en skalbaggsart som beskrevs av Blanchard 1851. Parastasia rufolimbata ingår i släktet Parastasia och familjen Rutelidae. Inga underarter finns listade i Catalogue of Life.